# Piper metanum
Piper metanum är en pepparväxtart som beskrevs av Trel. & Yunck.. Piper metanum ingår i släktet Piper och familjen pepparväxter. Inga underarter finns listade i Catalogue of Life.